# Fogaras ostroma (1541)
Fogaras ostroma 1541. június 19. és július 20. között zajlott. Az I. Ferdinánd-párti Majláth István a török-moldvai sereg ellen védte a fogarasi várat.
Majláth először Szapolyai János oldalán állt és 1534 havasalföldi és moldvai segítséggel a Habsburgok felé húzó, azonkívül a váradi püspököt is meggyilkoló Lodovico Grittivel leszámolt Medgyesen. Hanem amikor Balassa Imrét társvajdának nevezték ki melléje, ő szembefordult a királlyal és Thurzó Elekkel, valamint sógorával Nádasdy Tamással egy külön mozgalmat indított, ami végül nem járt sikerrel. Még a törökökkel is érintkezésbe lépett, hogy Szapolyai pozícióját előttük is aláássa, és Erdélyben új államot alakítson ki.
Miközben a Habsburgok Budát ostromolták, Majláth Erdélyben szervezkedett. I. Szulejmán Isztambulból Buda felmentésére indult, és az oldalát esetlegesen fenyegető Majláth ellen IV. Péter moldvai uralkodót és a nikápolyi szandzsákbéget, Ahmedet küldte.
Péter serege tizennyolc, míg Ahmed kétezer embert sorakoztatott fel. Eleinte csak körülzárták Fogarast és kisebb harcot folytattak Majláth embereivel.
Egy hónapos ostrom után július 20-án Ahmed levelet küldött Majláthnak, amelyben azzal az ígérettel áltatta, hogy Erdély kormányzását a szultán a kezébe adja. Majláth megjelent a török táborban, ahol először nyájasan fogadták, majd a bég parancsot adott a letartóztatására. A várőrség vezére elfogásának hallatán nem vállalta az ellenállását és kaput nyitott a moldvaiak és törökök előtt.
Két nappal Fogaras elfoglalása után a korábban még Ferdinánd felé tekintgető erdélyi rendek is hűséget fogadtak a csecsemő János Zsigmondnak, Szapolyai fiának. A várat a törökök aztán visszaadták az erdélyieknek, akik rövidesen jogot kaptak a szultántól állammá válni Izabella királyné vezetése alatt, s a Habsburg-hívek fokozatosan kiszorultak az országból.
Majláthot a Héttoronyba vitték, ahol haláláig raboskodott. Rabtársai voltak Török Bálint és Móré László is.